# Revisionismo (tridemismo)
Assim como no marxismo, dentro dos Três Princípios do Povo (tridemismo), o revisionismo é a releitura e reinterpretação das ideias criadas por Sun Yat-sen, se adaptando ou modificando a partir das visões sobre a ideologia que surgiram após sua morte em 1925. O Revisionismo no pensamento tridemista é considerado pelo historiador, Rana Mitter, como presente ao longo da história do Kuomintang pós-morte de Sun Yat-sen.

## Vertentes

### Chianguismo
O Pensamento Chiang Kai-shek, também descrito como Chianguismo, foi uma das primeiras releituras do tridemismo, surgindo dentro do Kuomintang, a partir da morte de Sun Yat-sen em 1925, muito debatida por acadêmicos; Para alguns, como Keith Schopp, Kai-shek desenvolveu uma fusão entre o conservadorismo, nacionalismo, autoritarismo e o Fascismo. Para outros, como Jonathan Fenby, o Chianguismo é, essencialmente, uma corrente anticapitalista e anticomunista, não mantendo ou misturando qualquer relação com crenças ou ultranacionalismo. De qualquer forma, em uma visão geral, o Chianguismo foi responsável pela Divisão Nanjing-Wuhan e o Golpe de Wuhan, sendo este ultimo evento, o principal catalizador para a Guerra Civil Chinesa e a independência e construção da identidade do Partido Comunista da China a partir de 1927.

### Maoismo
A partir de 1940, Mao Zedong daria inicio a o conceito da Nova Democracia, a partir de sua visão sobre a Democracia Tutelada proposta pelo tridemismo, com Mao passando o legado de Sun e a continuidade da Revolução Chinesa, se contrapondo a Chiang Kai-Shek. Por mais que o maoismo possa ser considerado pelos marxistas-leninistas-maoistas e Comunistas em geral como uma adaptação do Comunismo a realidade chinesa, é um fato que, o maoismo possuí como base central a reinterpretação dos Três Princípios do Povo, com os aspectos comunistas vindos em pequena escala após a recepção popular do Partido Comunista da China e a Revolução Cultural Chinesa.

#### Neotridemismo
As vésperas da Revolução Cultural Chinesa, os "Novos Três Princípios do Povo" (Chinês: 新三民主义, também traduzido como Neotridemismo) foi cunhado pelo Partido Comunista da China como uma forma de desassociar o pensamento ao Kuomintang e Taiwan. O Neotridemismo não é uma nova ideologia mas um conceito que recria os Três Princípios do Povo a partir de uma nova narrativa; os novos três princípios do povo seriam a Aliança com a União Soviética e a resistência contra o imperialismo, o combate a burguesia e o KMT de Chiang Kai-shek, e, por fim, a revolução comunista.

### Wang-Jingweísmo
Até 1939, Wang Jingwei defendia o antirrevisionismo  e a Ideologia Socialista do Kuomintang. Mas com o ínicio da Segunda Guerra Sino-Japonesa, Wang passou a interpretar os três princípios como Pan-nacionalismo, Democracia guiada (não confundir com a Democracia Tutelada) e o Anticomunismo.

## O Antirrevisionismo no Tridemismo
A Maior parte dos antirrevisinistas que estavam no KMT, após o Golpe de Wuhan, migraram para o Partido Comunista da China, como por exemplo a viuva de Sun Yat-sen, Soong Ching-ling e Li Jishen que criaram o Comitê Revolucionário do Partido Kuomintang da China, um dos partido legalizados pela Frente Unida (China), coalizão do governo da China liderada pelo Partido Comunista.